# La Encartada
La Encartada fue una fábrica textil situada en la localidad vizcaína de Valmaseda, ahora reconvertida en museo. Estuvo en funcionamiento entre 1892 y 1992. Desde 2002, cuenta con la consideración de bien de interés cultural. La Diputación de Vizcaya y el Ayuntamiento de Valmaseda se encargan de preservar el conjunto de edificios y organizan visitas guiadas por el complejo.

## Descripción
La fábrica se compone de la unión de tres cuerpos edilicios claramente diferenciales, obteniendo una única edificación compacta construida en fechas sucesivas. La fábrica se forma con el cuerpo central de cuatro naves, el edificio lateral este de dos naves y el edificio transversal a los anteriores formando la fachada norte. El edificio transversal norte presenta una pequeña nave anexa en su frente longitudinal. Complementando la edificación de la fábrica y formando parte de un conjunto, pero separadas espacialmente y a cierta distancia, existen tres edificaciones ligadas socialmente a la propia fábrica: la casa de «La plazuela», «La casa nueva» y «La capilla de la Virgen de Guadalupe».
El cuerpo central, construido en 1892, es un rectángulo de 45x20 metros de longitud y anchura respectivamente, compuesto por la sucesión contigua de cuatro naves iguales de cinco metros de anchura en orientación norte-sur con cubierta a dos aguas. Cada nave consta a su vez de quince tramos, realizados mediante catorce cerchas de madera con pendolón, grapas y tirantes de tres listones ensamblados con pernos. Las cerchas apoyan en los capiteles de fundición de las tres hileras de pilares de hierro laminado en doble U atornillados entre sí y en el muro perimetral de mampostería.

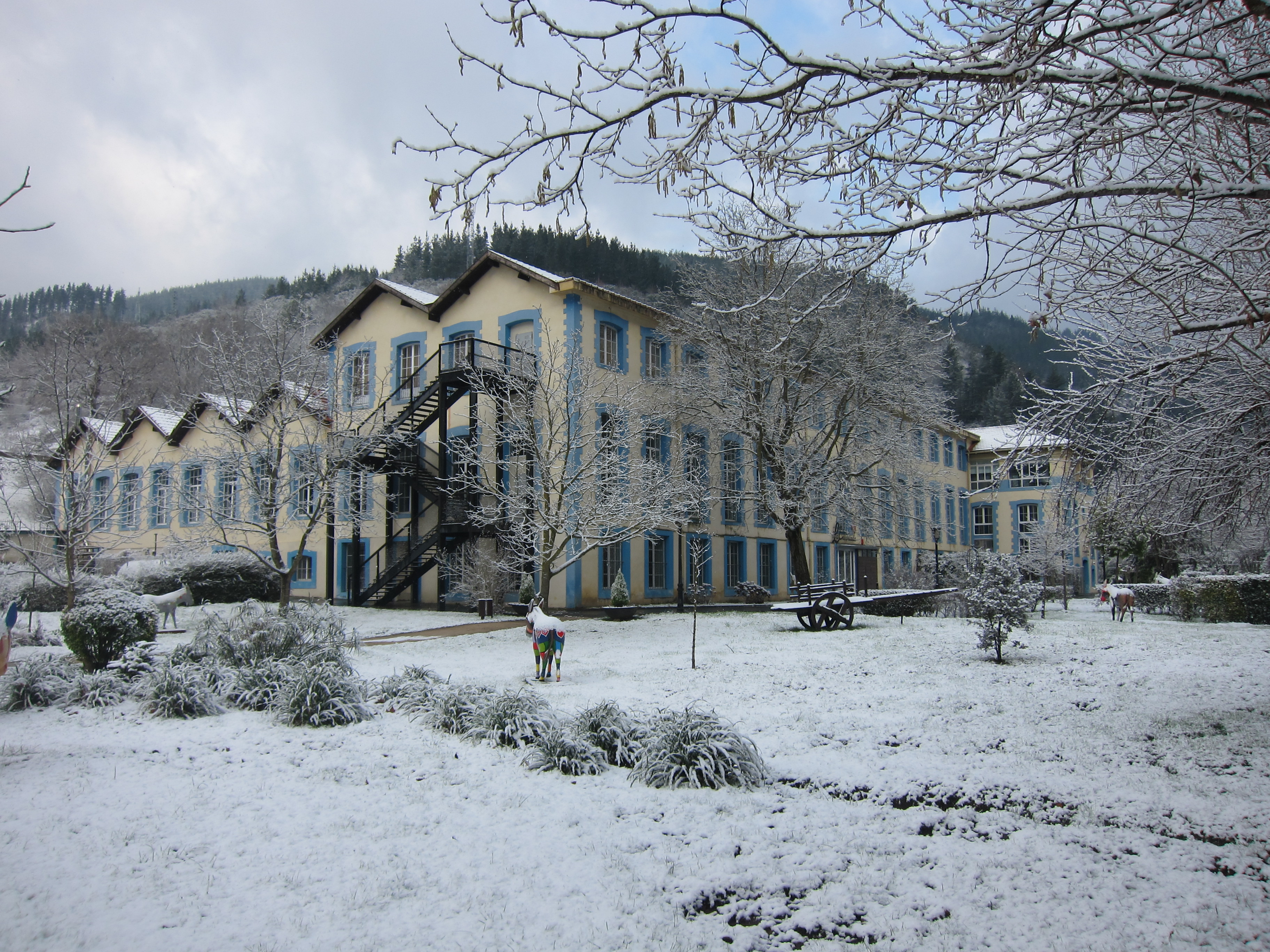
Vista de la fábrica

Se desarrolla en planta baja, sin uso específico (antiguo establo y cochera), y en planta primera, sección de hilatura y tejido. Una parte del pabellón se dispone en una única altura, es el área de batanes y se localiza en el lado norte, bajo el inicio del eje motor principal, resultando ser un hall a doble altura, óptimo para la observación de los mecanismos motores. La planta baja es un espacio secundario, solo habilitado en parte debido al desnivel existente entre el terreno y al canal en el flanco oeste. La planta primera es el núcleo del proceso productivo y en ella se alojan los principales ejes motores, embarrados y los amplios espacios de trabajo, solo dividido en el área de tejido mediante un tabique acristalado y techo de menor altura en el fondo sur. Los forjados de la planta primera son de bovedillas cerámicas con viguetas metálicas, y solado de madera. La planta baja tiene un solado de cemento y losa de piedra en el área de batanes.
Al exterior se muestra la fachada sur como reflejo de la sección de las cuatro naves con 2 vanos por nave, abocinados de arco rebajado exterior y adintelados interiormente, mientras en la fachada oeste, de menor altura debido al canal adosado a la misma, existe una sucesión regular de 15 vanos en planta primera similares a los anteriores. Las fachadas son un revoco pintado en color blanco con vanos recercados por molduras planas azules formando dentellones y claves falsas resaltadas en planta primera. La planta baja sobresale ligeramente del lienzo de fachada formando un zócalo y sus vanos presentan molduras más simples. Las fachadas norte y este no tienen presencia exterior al ser absorbidas por la edificación lateral y la transversal.
El edificio lateral este, construido en 1904, contiguo al anterior descrito, se caracteriza por su mayor altura con planta baja y dos pisos y está formado por dos crujías de seis metros de luz, con unas dimensiones totales de 45x12 metros. Interiormente la planta baja alberga los talleres de reparaciones, cocheras, carpintería, lavado de lana y secado de boinas. La planta segunda es el área de acabado, cosido, planchado y empaquetado de boinas y secadero de mantas y se observa la cubierta de cerchas de madera. Ambas tienen divisiones interiores irregulares mediante tabiques de ladrillo según sus funciones.
La planta primera es la estancia principal de este edificio y alberga la producción de mantas y remallado de boinas. Es una gran habitación longitudinal de mayor altura que los otros pisos, con una hilera central de pilares metálicos y un techo de bovedillas curvas y viguetas metálicas. Se comunica directamente con las naves del edificio central mediante los ventanales originales del mismo, que se transformaron en vanos de comunicación. A lo largo de la sala discurre longitudinalmente el eje motor del taller de mantas, se completa la sala con un montacargas en la nave medianera con el edificio anexo en su zona central y una escalera en el flanco norte.

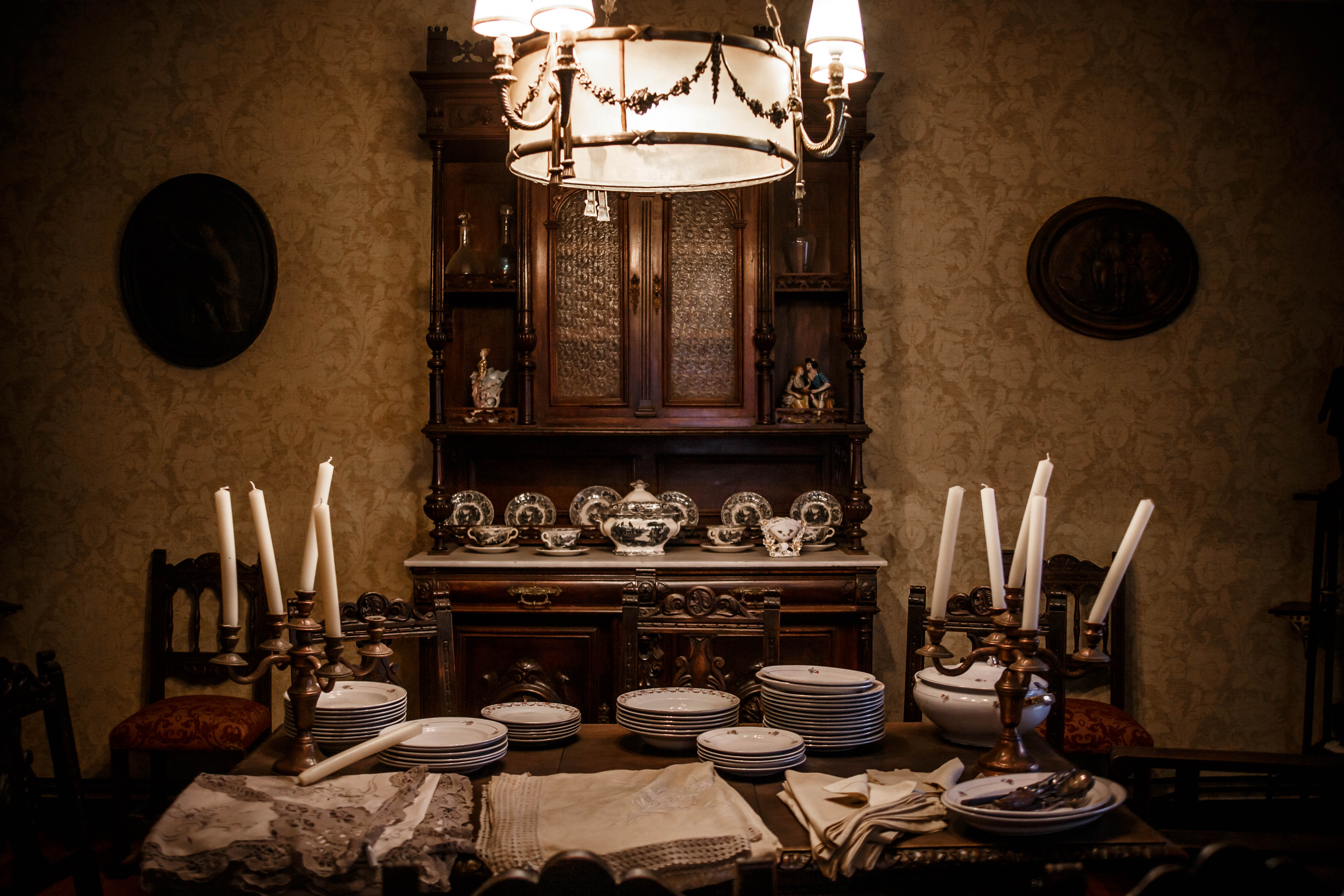
Una de las salas dispuestas en el museo

Exteriormente solo existen las fachadas sur y este y el límite de la edificación coincide en un mismo plano con el edificio anterior, por lo que su apariencia externa es global y unitaria, salvo por su mayor altura. La fachada sur refleja las dos naves existentes, forma un único paño de mayor altura con el edificio anterior y presenta cuatro ejes de tres vanos, dos por crujía. La fachada este tiene quince ejes de vanos de sección abocinada, adintelados en planta baja y de arco rebajado en los pisos superiores. La decoración se concentra en los vanos y en las molduras esquineras con dentellones. Los sistemas constructivos empleados son similares en ambos edificios, salvo en la longitud de los pilares metálicos que se extienden por las tres plantas en una sola pieza de unos catorce metros de largo.
El edificio transversal norte se construye en dos fases (1892 y 1900) y tiene unas dimensiones de 40x10 metros de largo y ancho respectivamente y representa la fachada principal y el acceso a la fábrica. Sobresale por su longitud del paño de fachada este del conjunto de edificios. Tiene tres plantas. La planta baja aloja el generador, la caldera, la sala de tintes y la entrada a la fábrica. La planta primera es principalmente de oficinas, existiendo el antiguo secadero de lana y almacén de borra. La planta segunda era una vivienda y se caracteriza por la actual terraza cubierta en su extremo este. Es un edificio con muchos compartimentos y discontinuidades entre los tres niveles diferentes, sin una jerarquía espacial ni distributiva. La fachada principal presenta 13 ejes de 3 vanos cada uno (una ventana por piso), de diferentes dimensiones y con arco rebajado. En el segundo piso los cuatro vanos del extremo este desaparecen para formar la terraza abierta a tres orientaciones. Los motivos decorativos son similares al resto de los edificios.
Una nave rectangular de 12x4 metros se adosa al edificio transversal en su cara norte, alojando la turbina y el regulador. Es un pequeño edificio adosado al cuarto del generador y con acceso interior desde la nave a la que está adosado. Es la entrada de agua a la turbina y se encuentra a cota inferior respecto el canal.

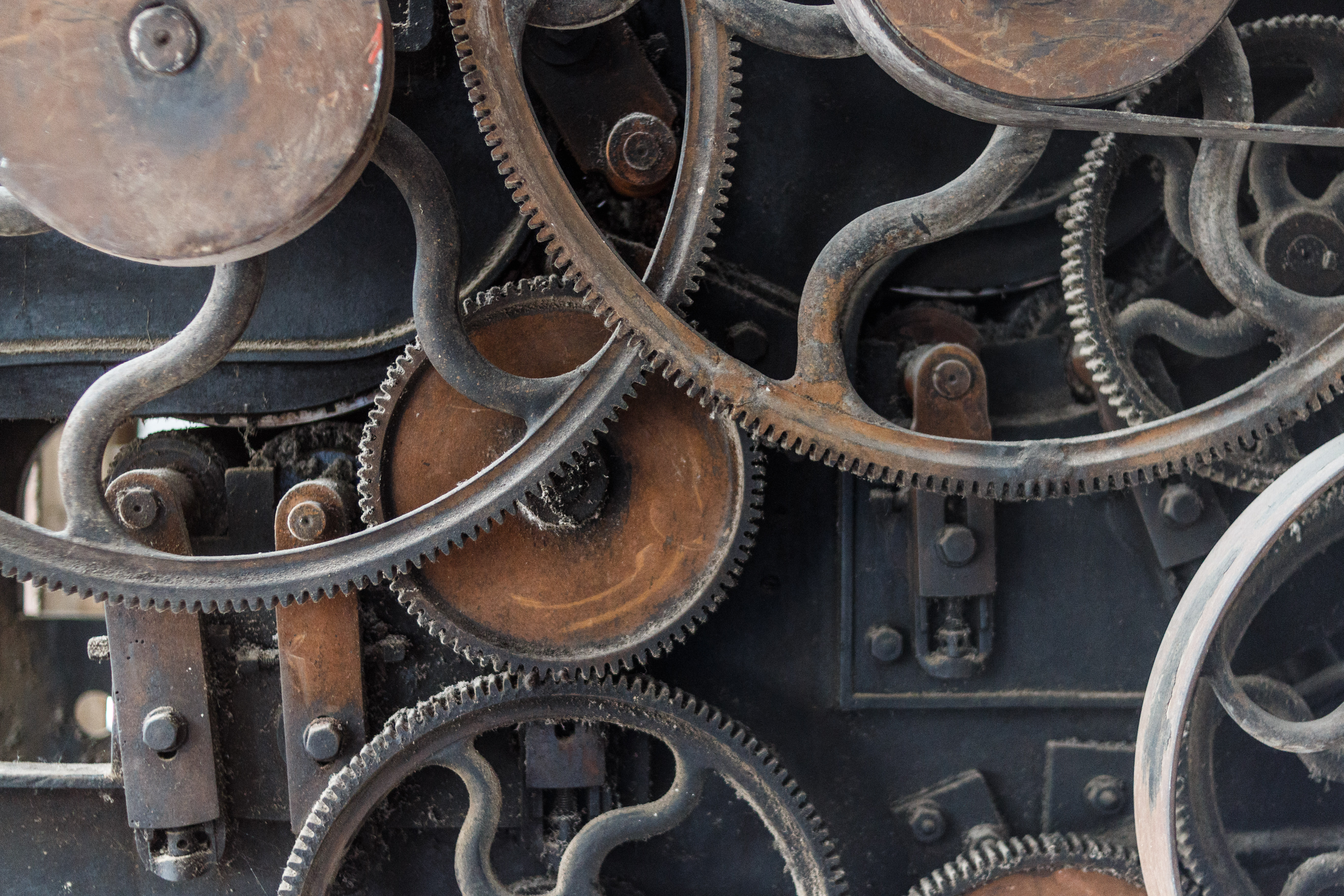
Parte de la maquinaria de la que disponía la fábrica

La fábrica requería de un abastecimiento de agua, para lo cual existe una presa sobre el río Cadagua y un canal-socaz en su margen izquierdo paralelo a la fachada oeste y dando servicio a la turbina. La presa es de arco de gravedad, de mampostería, de cuarenta metros de longitud, dos metros de altura y aliviadero lateral. El canal tiene entrada de doble compuerta, y los primeros 40 metros van paralelos al río y son de fábrica de mampostería. El socaz es de 50 metros de longitud y anchura variable.
La energía que abastecía a las máquinas era transmitida por el movimiento giratorio del eje de la turbina. Este, mediante polea y transmisión a un eje central, distribuía a su vez la fuerza motriz giratoria a los siete ejes secundarios con poleas solidarias de cuero que movían los volantes de inercia de las máquinas. Si se exceptúan las tricotosas que disponían de motores eléctricos y las planchas y máquinas de coser, el resto de las máquinas se movían mediante este sistema de embarrados. La confección de boinas requería de un complejo de maquinarias sin las cuales es imposible comprender el proceso productivo y que forman parte, como bienes muebles, del propio edificio. Entre ellos, se cuenta una larga lista de máquinas de cosido, canilleros, medidores de hilos, trinchadoras, dinamos, excitadores, alternadores, cardas, turbinas, afiladoras, aplastadoras, mulas, perchas, lavadoras, urdidores, limpiadores, batanes y otros.

### Edificios anejos
Hay otros edificios que, si bien no conforman la fábrica propiamente dicha, sí forman parte de la edificación social de la fábrica:
- El más próximo a la fábrica es la casa de la plazuela, mientras los otros dos se localizan distantes y separados por un grupo de huertas.[3] Construida entre 1982 y 1984, es un edificio rectangular de viviendas de planta baja y dos alturas, con unas dimensiones de 26x12 metros en estructura de madera y muros perimetrales de mampostería.[3] Se dispone en la entrada del recinto, formando una cuña con el alzado norte de la fábrica.[3] Entre la fábrica, muy próxima, y las viviendas queda un espacio libre por donde se da salida al agua del canal.[3] El edificio alberga doce viviendas, cuatro por planta, y alojó los comedores de la fábrica.[3] Presenta cubierta a dos aguas y fachada principal con siete ejes de vanos adintelados (tres de ellos con balcones), organizado simétricamente.[3] El lado transversal tiene tres ejes con balcones en el eje central.[3]

- La capilla de la Virgen de Guadalupe es un edificio de culto religioso, que alojó la escuela hasta la década de 1950.[3] Se localiza distante a unos 150 metros de la fábrica, al borde de la carretera hacia Burgos y es medianera con las casas nuevas.[3] Se trata de una nave rectangular de 16x8 metros, en una única crujía, con cubierta a dos aguas, un único piso y sótano.[3] La fachada principal, hacia la carretera, se compone de un eje central que representa el campanario y sobresale por encima de la cornisa de cubierta a modo de mansarda.[3] En este eje de simetría se encuentra la puerta de entrada, un vano sobre la misma y un óculo donde se aloja la campana.[3] A ambos lados del eje central se localizan dos vanos verticales de cuatro metros de altura, siendo los extremos de mayor anchura.[3] La trasera mira hacia unas huertas y tiene una composición de vanos similar, salvo la inexistencia del campanario y la presencia del sótano debido al desnivel existente en el terreno y un mirador en voladizo de madera.[3] Los vanos son de arco rebajado y la decoración se concentra en la fachada principal, mediante molduras de ladrillo, destacando el óculo como arco ficticio y dovela central de sillar.[3] La cornisa tiene dos frisos, uno de moldura plana con decoración geométrica y otra de ladrillo.[3] Los acabados son mediante un revoque de cemento en mal estado y el muro hastial hacia la fábrica es completamente ciego.[3]

- La casa nueva, construida a principios del siglo XX, es un edificio residencial de planta rectangular con dos pisos y planta baja, medianero con la capilla, ligeramente más alto y un poco más alejado de la fábrica.[3] Las dimensiones son 20x12 metros y tiene una distribución interior con siete viviendas.[3] Presenta cubierta a dos aguas, estructura de madera y muros de mampostería revocados con mortero de cemento.[3] La fachada principal tiene cinco ejes de tres vanos cada uno, dos de ellos con balcones y con todos los vanos adintelados.[3] La trasera repite esta organización con el sótano visto.[3]